# Liogenys micropyga
Liogenys micropyga är en skalbaggsart som beskrevs av Hermann Burmeister 1855. Liogenys micropyga ingår i släktet Liogenys och familjen Melolonthidae. Inga underarter finns listade i Catalogue of Life.